# Universidad de Kragujevac
Universidad de Kragujevac (en serbio cirílico: Универзитет у Крагујевцу) es una universidad pública situada en la ciudad de Kragujevac, en Serbia. Oficialmente la institución fue fundada el 21 de mayo de 1976 y como una entidad independiente está compuesta de 11 facultades, con currículum académico especializado en derecho, economía, ciencia, tecnología, agricultura y diversas ciencias sociales.

## Historia
Sus orígenes se remontan a principios del siglo XIX, cuando en 1838, el príncipe Miloš Obrenović creó en la ciudad el Lycée, la primera institución de educación superior en lo que en ese entonces era el Principado de Serbia. En 1841, cuando la ciudad de Belgrado se convierte en la capital del país y logra sustituir a Kragujevac, este Lycée fue transferido a la capital; en 1863, la institución cambia de estatus y se le cambió la denominación a College. Y en 1905, se transforma finalmente en la Universidad de Belgrado. La actual universidad fue restaurada en 1960 como un departamento institucional anexado a la Universidad de Belgrado. Actualmente se le considera como la cuarta universidad más grande de las seis universidades estatales en ese país y tiene alrededor de 14000 estudiantes y un equipo de 1000 docentes.

## Organización

### Facultades
- La universidad se compone de 11 facultades.[4] 6 están localizadas en Kragujevac y las otras 5 están en diferentes ciudades de Serbia.

1. Facultad de Ingeniería Mecánica
2. Facultad de Economía
3. Facultad de Ciencias Naturales y Matemáticas
4. Facultad de Derecho
5. Facultad de Medicina
6. Facultad de Filología y Artes
7. Facultad de Tecnología, en Čačak
8. Facultad de Agronomía, en Čačak
9. Facultad de Ingeniería Civil, en Kraljevo
10. Facultad de Educación, en Užice y en Jagodina
11. Facultad de Turismo, en Vrnjačka Banja